# タヌキコマツナギ

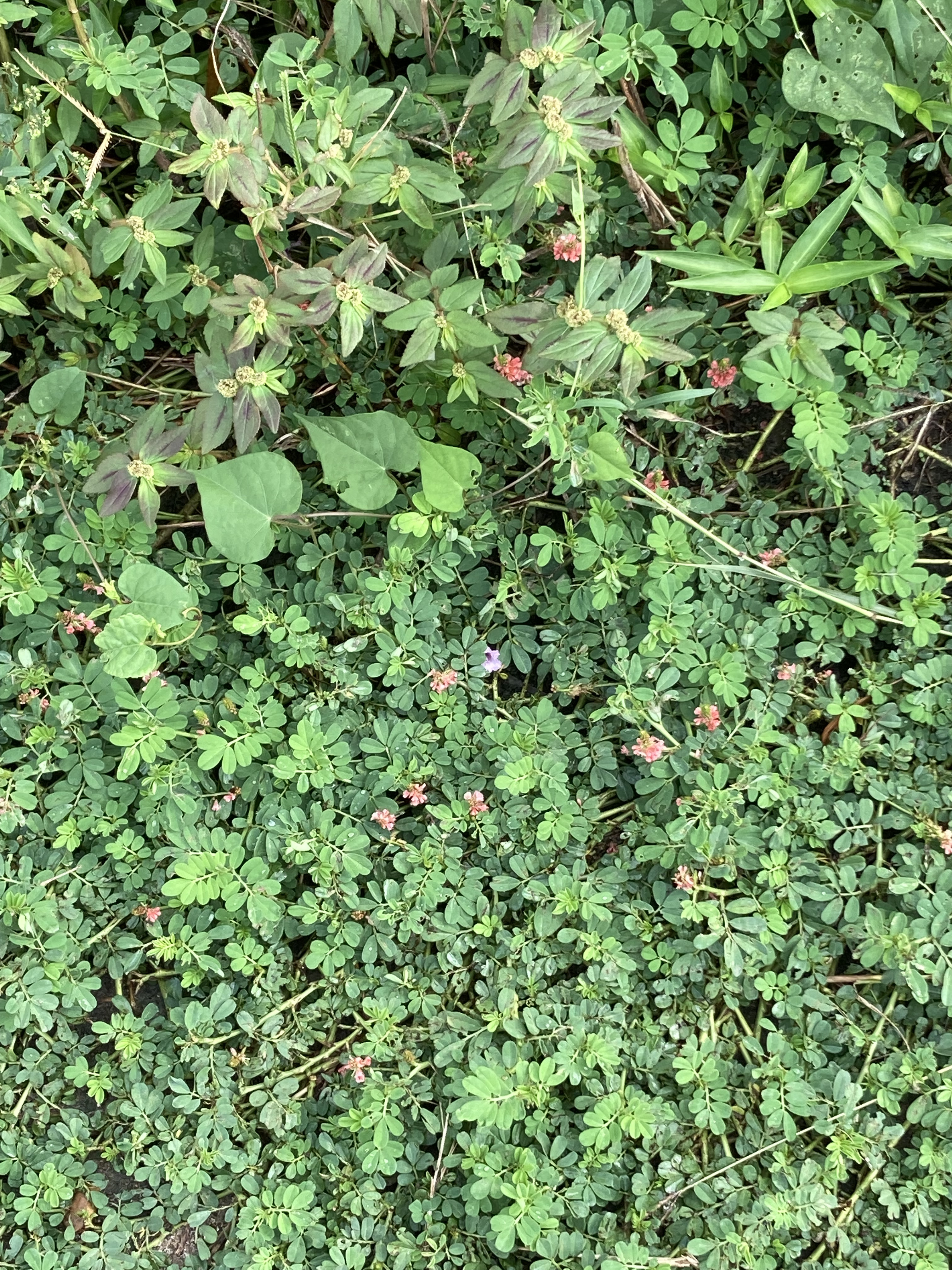
タヌキコマツナギの生育状況

タヌキコマツナギ（狸駒繋ぎ、学名：Indigofera hirsuta）は、マメ科コマツナギ属の多年生草本。帰化植物。

## 特徴
草丈0.4–1 mの直立性の草本または小低木。茎は這って広がるか斜上する。葉は奇数羽状複葉で小葉は5–11個、小葉は対生し楕円形～倒卵形、長さ1.5–3 cm。葉の裏面は淡色。花は葉腋に長さ10 cmほどの総状花序となり、密につく。花冠は赤色で長さ5 mm。豆果は真っ直ぐ、または少し曲がり、長さ1.5–2.5 cmで、中に6–9個の種子が入る。豆果に褐色の開出毛を密生させることから「タヌキ」の名がついたとされる。ササハギに似るが、本種の葉は羽状複葉である点で異なる。

## 分布と生育環境
旧世界の熱帯～亜熱帯域原産、宮古島、石垣島及び西表島に帰化。道端や荒地に生育。

## 利用
土壌被覆、緑肥、飼料、藍染めの原料、葉は薬用とされる。